# Medicago shepardii
Medicago shepardii är en ärtväxtart som beskrevs av George Edward Post och Pierre Edmond Boissier. Medicago shepardii ingår i släktet luserner, och familjen ärtväxter. Inga underarter finns listade i Catalogue of Life.